# NGC 1298
NGC 1298 (również PGC 12473 lub UGC 2683) – galaktyka eliptyczna (E), znajdująca się w gwiazdozbiorze Erydanu. Odkrył ją Heinrich Louis d’Arrest 4 stycznia 1864 roku.